# Pianezza
Pianezza (Pianëssa in piemontese) è un comune italiano di 15 639 abitanti della città metropolitana di Torino in Piemonte, conurbato nell'area metropolitana di Torino.

## Geografia fisica

### Territorio
Sorge alle porte occidentali di Torino, alla sinistra della Dora Riparia e il Rio Fellone, e all'imbocco della bassa Val di Susa (antica "Strada di Francia", ovvero l'attuale SP 24 del Monginevro) da dove si può ammirare la parete orientale del Monte Musinè.

Il comune abbraccia un vasto territorio, confinando a nord con San Gillio (rioni San Pancrazio, Lago Fontanej, cascine Muradora e Merli), a est-sud-est con Collegno (tangenziale ovest di Torino e frazione Bruere), a sud-ovest con Alpignano e Rivoli (zone Bonafus e Stresa). Come si evince dal nome, la zona presenta numerosi terreni pianeggianti, tuttavia intervallati da alcune piccole alture, che non superano mai i 325 metri sul livello del mare.

### Clima
Il clima temperato sub-continentale è caratterizzato da inverni freddi, prevalentemente soleggiati, con nevicate abbastanza abbondanti, e rara presenza di nebbia. Estati calde, con brezze provenienti dalla Valle di Susa, poco distante.
- Classificazione climatica: zona E
- Classificazione secondo la classificazione dei climi di Köppen: clima Cfa.

## Storia

### L'epoca pre-romana e romana
Non sono stati mai rinvenuti reperti che attestino la presenza di insediamenti celto-liguri anteriori al passaggio delle legioni Romane dirette verso la Gallia. 
Durante gli scavi della nuova variante della S.S.24 sono riemersi, invece, proprio reperti d'origine romana..
La posizione strategica lungo la strada di Francia, fece sì che la zona fosse costantemente attraversata da eserciti e da pellegrini. È ai piedi del Monte Musinè che, molto probabilmente, si combatté la battaglia del 312, fra l'imperatore Costantino ed il pagano Massenzio, pochi mesi prima della più nota Battaglia di Ponte Milvio a Roma.

Negli anni successivi, Pianezza fu occupata dai longobardi, che, a difesa delle vie verso le Alpi, posero, nella vicina Chiusa di San Michele, un 'blocco' all'accesso dei Franchi verso Torino, che resistette almeno fino intorno al 775.

#### Toponimo
Pianezza, e l'intera Val di Susa, furono quindi occupati dapprima dai Franchi, e, durante il X secolo, dagli Ungari. Nel 985, sarebbe attestata la donazione all'Abbazia di Novalesa di un territorio detto Loco Planicio, da parte di un certo Sismondo. 

Pianezza passò sotto la Marca torinese agli inizi dell'XI secolo. I vescovi di Torino la fecero fortificare, grazie anche a Federico Barbarossa che, nel 1159, fece erigere anche un Castello a pochi passi dalla Dora Riparia.
Nel XII secolo, Pianezza divenne punto di forza del potere vescovile, con la popolazione raccolta attorno alla vicina Pieve di San Pietro, al Castello e al borgo fortificato. In seguito, non mancarono incendi e saccheggi, per via del passaggio di lanzichenecchi e mercenari diretti verso Milano, fino agli inizi del XV secolo, quando si afferma la supremazia del Ducato sabaudo.

### XVI-XVII secolo
Occupata dai Savoia, il suo Castello fu abitato dalla contessa Beatrice Langosco, favorita di Emanuele Filiberto di Savoia. Poi, Vittorio Amedeo I infeudò tutto il borgo ai Conti Provana di Collegno. Questi trasformarono il castello in residenza nobiliare, e fecero conoscere a Pianezza un periodo di rinascita, privilegiando lo stile barocco.

### XVII-XX secolo
Verso la fine del XVII secolo, venne fondata la prima manifattura, una filanda per la seta, che sfruttava le acque della Dora. In questo periodo furono costruite nuove case, ingrandendo l'antico borgo rurale, e dotandolo di pavimentazione in acciottolato. L'espansione territoriale di Pianezza continuò anche nel XIX° secolo, soprattutto grazie all'operato di Agostino Lascaris di Ventimiglia. Nel secondo dopoguerra, sorsero numerose industrie, e attività terziarie, con un consistente aumento della popolazione, che portò all'espansione dell'area centrale con nuove zone residenziali, e con l'asfaltatura delle maggiori strade della città. 

L'industrializzazione interessò soprattutto il settore siderurgico, seguito da un incremento delle attività commerciali, in maniera più marcata a ridosso della tangenziale ovest di Torino. La popolazione aumentò soprattutto per lo spostamento di nuclei familiari torinesi dalla città verso la prima cintura, tanto che, negli anni sessanta, i residenti di fatto raddoppiarono.

### Simboli
Lo stemma è stato riconosciuto con D.P.C.M. dell'8 novembre 1949.
Nello stemma d'azzurro sono raffigurati: un albero di pino al naturale, posto su un verde terrazzo, sormontato da un giglio d'argento e accostato da due torri d'oro, merlate alla ghibellina e sormontata ciascuna da due gigli d'argento, ordinati in palo.
Il gonfalone, concesso con D.P.R. del 22 dicembre 1949, è un drappo partito di giallo e di rosso.

## Monumenti e luoghi d'interesse
- Santuario di San Pancrazio, in frazione omonima, del 1640, su precedente pilone votivo dedicato ad un miracolo ivi avvenuto il 12 maggio 1450; è un complesso religioso con Pronao e convento, riimaneggiato nel 1937, e di nuovo nel 1956.

- Pieve di San Pietro (Pianezza): eretta nel XII secolo, conserva all'interno dipinti di Giacomo Jaquerio (inizio del XV secolo) e della sua scuola.

- Chiesa della Madonna della Stella, patrona di Pianezza.

- Chiesa della Confraternita del Santissimo Nome di Gesù: fu eretta dalla Confraternita omonima, già presente a Pianezza presso la Pieve di San Pietro. L'edificio fu costruito in barocco piemontese a mattoni, nel periodo 1680-1682
- Villa Leumann, del 1902, oggi sede del Municipio, disegnata di Pietro Fenoglio, in stile liberty torinese, su di un edificio preesistente del 1788; fu fatta costruire da Napoleone Leumann, imprenditore tessile, e fondatore dell'omonimo villaggio tra Rivoli e Collegno.
- Villa Lascaris, eretta nel 1811-1815, sui ruderi dell'antico Castello, per il marchese Agostino Lascaris di Ventimiglia; fu poi residenza vescovile; attualmente è sede di eventi.

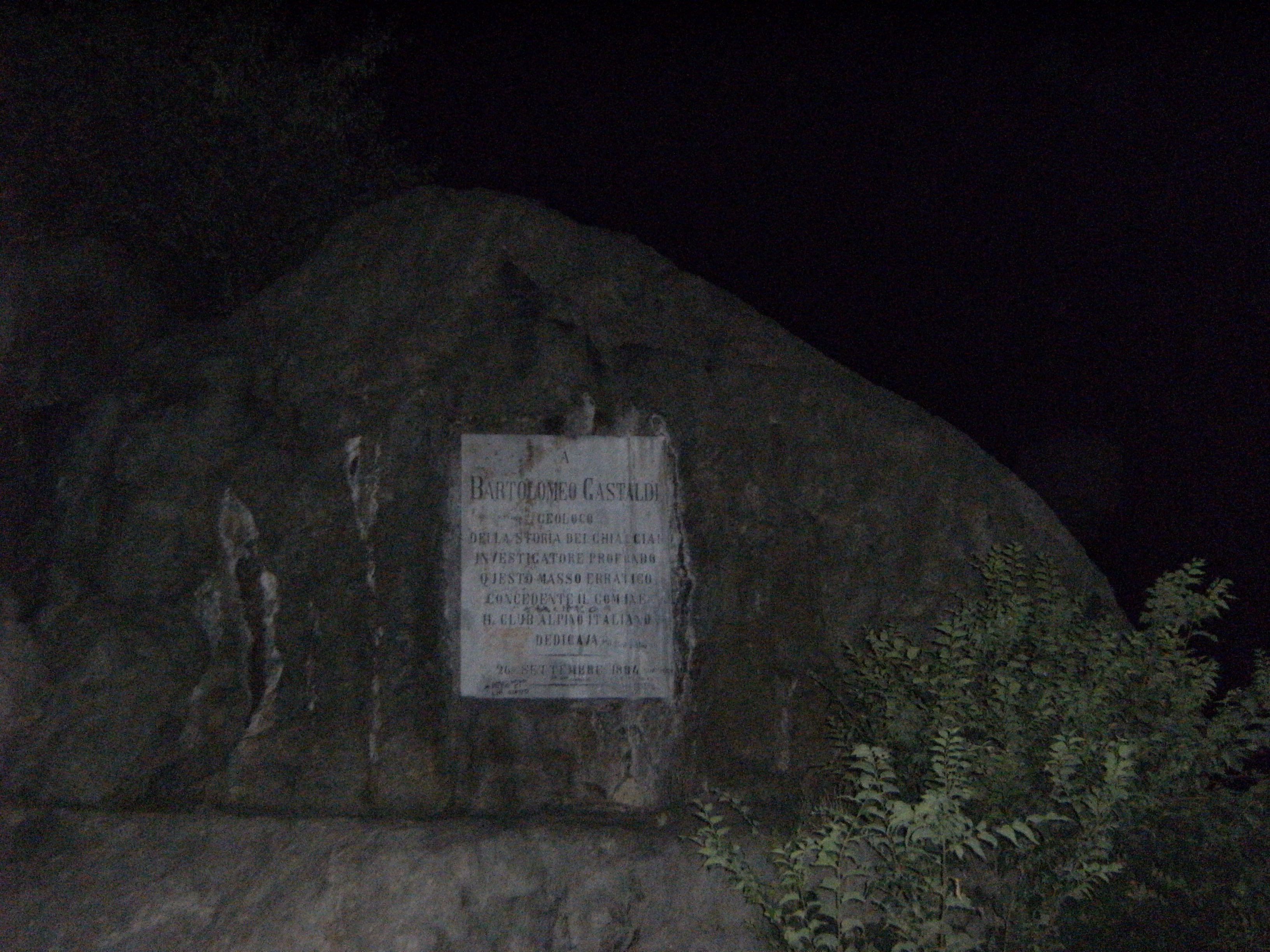
Targa del Masso Gastaldi.

- Masso Gastaldi: Masso erratico, alto circa 14 metri, residuo della Glaciazione Mindel, avvenuta circa 400.000 anni fa, che portò materiale morenico nella zona. Fu anticamente chiamato la pèra mora (pietra scura), ma anche ël roch (la roccia). Vi fu costruita in cima una piccola cappella, dedicata a San Michele. Nel 1884, fu deciso di chiamarlo Gastaldi, in onore del noto geologo torinese, che lo studiò a fondo[6]. Durante la seconda guerra mondiale, poi, venne scavato un passaggio all'interno del Masso, utilizzato come rifugio antiaereo. Il monolite divenne instabile, nel dopoguerra, pare per la costruzione troppo ravvicinata di un palazzo, tanto che più volte, nel corso degli anni, è stato oggetto di interventi conservativi; è, nei fatti, considerato un vero  'monumento' della geologia piemontese: l'ultimo restauro è avvenuto dopo l'alluvione dell'agosto 1988.

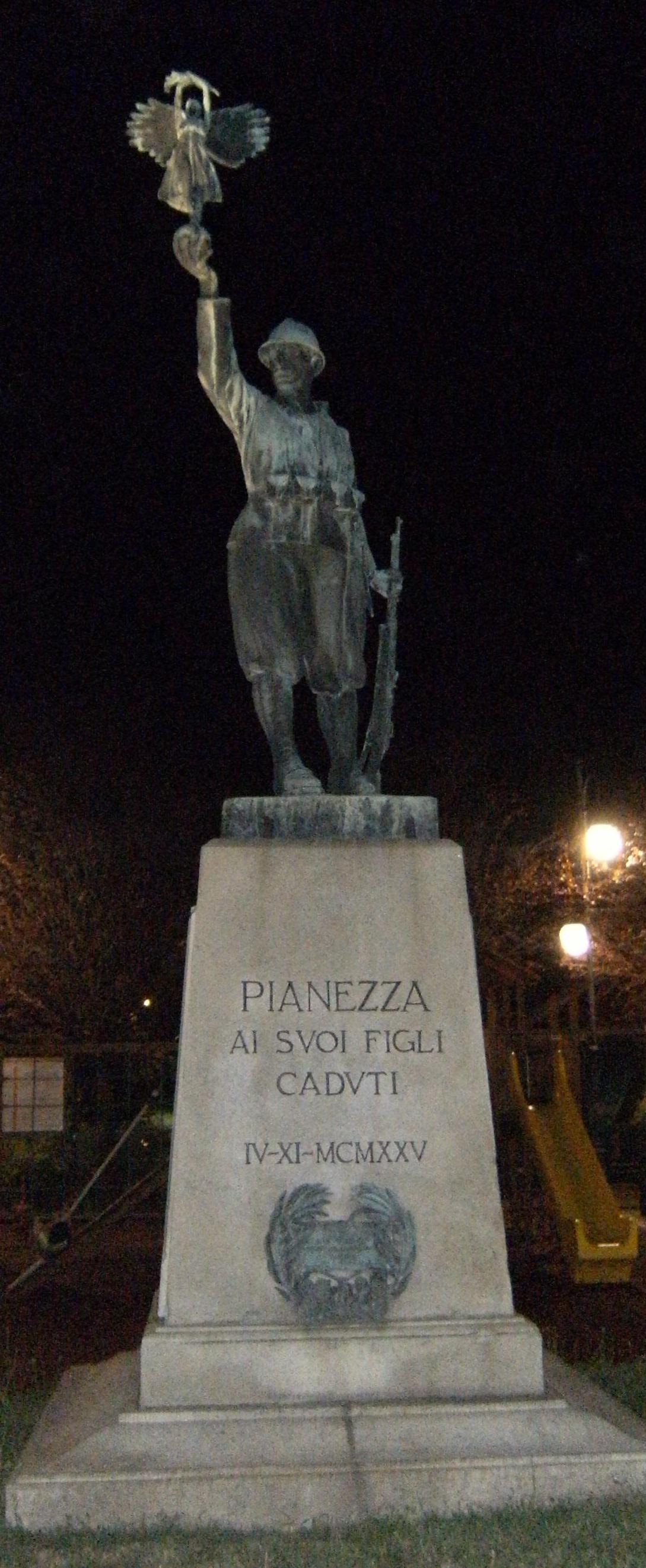
Statua dedicata ai caduti.

- Statua dedicata ai caduti pianezzesi della Grande Guerra
- Cappella di San Sebastiano
- Cappella SS Bernardo e Grato
- Torre del Ricetto
- Villa Casalegno
- Villa Rapelli, attuale Biblioteca Civica
- Chiesa Parrocchiale dei SS.Pietro e Paolo
- Chiesa di San Rocco, edificata tra gli anni 1730-1764 dall'omonima Confraternita, con facciata curvilinea in mattoni.

## Società

### Evoluzione demografica
Negli ultimi cinquanta anni, a partire dall'anno 1971, la popolazione residente è raddoppiata.
Abitanti censiti

### Istituti scolastici
Sul territorio pianezzese sono presenti due scuole elementari Manzoni e Nino Costa, una scuola media intitolata a Papa Giovanni XXIII e un istituto tecnico agrario Dalmasso.
A Pianezza ha sede l'Istituto dei sordi di Torino, storica istituzione erede della Scuola normale per i sordomuti, che aveva sede nel centro di Torino

## Cultura

### Biblioteca
La biblioteca civica "Teresa Fiore Rapelli" è stata inaugurata il 15 dicembre 2001. Il Cavaliere Orazio Rapelli, geometra ex podestà ed ex sindaco di Pianezza, lasciò nel suo testamento fin dagli anni settanta la villa, acquistata nel 1926 nonché ristrutturata secondo lo stile liberty, alla città, con la disposizione che diventasse la biblioteca cittadina e che fosse intitolata a sua moglie: tuttavia, i processi di ristrutturazione ne hanno ritardato l'apertura. Nel primo '900 l'edificio era invece usato dalle monache di Visitazione e dalle educande loro affidate.

### Manifestazioni
- Palio dij Semna-Sal (palio dei semina-sale), terza domenica di settembre, originato da una leggenda popolare[11]

## Infrastrutture e trasporti
- Dal 1884 al 1951 Pianezza fu capolinea di una tranvia proveniente da Torino.
- Il territorio del comune è attraversato dalla Strada statale 24 del Monginevro
- All'interno del comune passano il CP1 (Direzione Metro Fermi) e il 32 (Direzione Torino e Alpignano)

## Specialità gastronomiche
I Melicotti di Pianezza, tipico biscotto di meliga, della migliore tradizione pianezzese. Prodotto ed ideato dalla pro loco di Pianezza e dall’Agribiscotto.

Nel corso dell'edizione 2025 del Salone internazionale del libro di Torino è stata presentata al pubblico la Torta Matilde, realizzata da una storica pasticceria di Pianezza (col patrocinio del Comune) al fine di creare un dolce tipico pianezzese in grado di rappresentare l'identità e la tradizione del luogo; la torta è a base di ingredienti del territorio quali farina di mais, pezzi di cioccolato, nocciole Piemonte e burro.

## Amministrazione
Di seguito è presentata una tabella relativa alle amministrazioni che si sono succedute in questo comune.
| Periodo        | Periodo        | Primo cittadino       | Partito                 | Carica  | Note   |
| -------------- | -------------- | --------------------- | ----------------------- | ------- | ------ |
| 25 luglio 1988 | 5 giugno 1993  | Giovanni Soffietti    | Democrazia Cristiana    | Sindaco | [ 13 ] |
| 25 giugno 1993 | 28 aprile 1997 | Giovanni Soffietti    | Democrazia Cristiana    | Sindaco | [ 13 ] |
| 28 aprile 1997 | 14 maggio 2001 | Clementina Giacometto | centro                  | Sindaco | [ 13 ] |
| 14 maggio 2001 | 30 maggio 2006 | Claudio Gagliardi     | centro-sinistra         | Sindaco | [ 13 ] |
| 30 maggio 2006 | 16 maggio 2011 | Claudio Gagliardi     | centro-sinistra         | Sindaco | [ 13 ] |
| 16 maggio 2011 | 5 giugno 2016  | Antonio Castello      | centro-destra           | Sindaco | [ 13 ] |
| 5 giugno 2016  | 4 ottobre 2021 | Antonio Castello      | centro-destra           | Sindaco | [ 13 ] |
| 4 ottobre 2021 | 27 aprile 2022 | Roberto Signoriello   | centro-destra           | Sindaco | [ 13 ] |
| 27 aprile 2022 | 30 Maggio 2023 | Brunella Favia        | commissario prefettizio | Sindaco | [ 13 ] |

### Gemellaggi
- Lansing
- Gangi

## Sport
La principale squadra di calcio è il Lascaris, militante nel campionato di Eccellenza girone A.
In Promozione invece milita il Pianezza, seconda squadra cittadina. Per quanto riguarda la pallavolo femminile, nel territorio è presente la Carpe Diem Volley Pianezza, militante in Serie C